# ZZ Top
Gli ZZ Top (pronuncia: [ˈziːziːtɒp]) sono un gruppo rock statunitense formatosi nel 1969 a Houston, in Texas.
La band si è distinta per aver sempre mantenuto il terzetto originale composto dal cantante e chitarrista Billy Gibbons, il bassista Dusty Hill e il batterista Frank Beard. Inizialmente influenzati dalle radici blues e country texane, a partire dagli anni ottanta il trio ha incorporato all'interno della propria musica l'utilizzo dei sintetizzatori.  A quel periodo risale il loro album di maggior successo commerciale, Eliminator (1983).
Con 50 milioni di album venduti (di cui 25 milioni negli Stati Uniti), 8 successi nella Top 40 delle classifiche statunitensi, 6 prime posizioni nella Mainstream Rock Songs e 3 MTV Video Music Awards conquistati, sono tuttora in attività e continuano a pubblicare nuovi album e ad esibirsi in tour. Gli ZZ Top, il 15 marzo 2004, sono stati inseriti nel Rock and Roll Hall of Fame.

## Storia
I membri degli ZZ Top (Billy F. Gibbons, voce e chitarra; Dusty Hill, basso e voce; Frank Beard, batteria), prima di unirsi nel 1969, avevano suonato in numerose band texane (Moving Sidewalks, The Cellar Dwellers, The Hustlers, The Warlocks and American Blue).
Nel 1969 per le strade di Houston, il giovane Billy Gibbons decise di fondere musica psichedelica, blues e rock in un sound unico quanto originale che dopo aver faticosamente trovato una sua precisa identità diviene il marchio di fabbrica del gruppo.
Billy Gibbons cambiò i due componenti iniziali Lanier Grey e Dan Mitchell, puntando tutto su due musicisti di un'altra band Texana già famosa nell'underground di Dallas: gli American Blues, nelle persone di Frank Beard e Dusty Hill.
L'inizio della carriera avvenne in sordina. Gibbons e compagnia faticarono ad uscire dai confini del natio Texas, con i loro primi due album ZZ Top's First Album e Rio Grande Mud e la critica fu severa.

### Gli anni '70
La band suonò in tour per svariati anni, prima di raggiungere il primo successo agli inizi dei '70, con il suo terzo album, Tres Hombres (1973). Quest'album contiene il celebre brano La Grange, citazione della casa di tolleranza che fa da ispirazione al musical The Best Little Whorehouse in Texas.
La band continuò a suonare in tour, registrare e produrre album sino al 1976 con l'album Tejas. Dal 1977 al 1978 si presero una pausa, Il loro manager storico, nonché produttore e curatore dell'immagine, Bill Ham utilizzò questo periodo per convincere la band a trovare il tempo per prendersi cura di tutta la loro passata produzione, che sarebbe stata distribuita dalla loro nuova etichetta, la Warner Brothers. Si riunirono due anni e mezzo più tardi per iniziare a registrare con questa nuova casa discografica. All'insaputa l'uno dell'altro, sia Hill sia Gibbons si erano fatti crescere la barba, che ben presto divenne parte dell'immagine della band.

### Gli anni '80

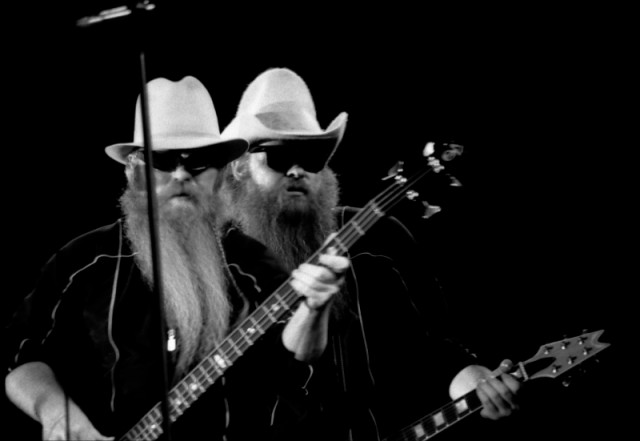
Dusty Hill e Billy Gibbons negli anni '80

Raggiunsero una nuova vetta di popolarità con l'album Eliminator (1983), salito agli onori della cronaca grazie anche ai memorabili video musicali realizzati per le canzoni: Gimme All Your Lovin', Legs e Sharp Dressed Man in ognuno dei quali compariva una scintillante coupé rosso fiammante chiamata The Eliminator e un trio di bellissime donne dall'aria misteriosa, che a dispetto del loro aspetto giravano per il mondo aiutando le persone. L'album era inoltre caratterizzato da un peculiare suono di sintetizzatore, una rarità nel panorama blues rock, che aggiunse un certo tocco di moderna new wave ai pezzi, aiutando l'album a divenire un successo. Eliminator rimane a tutt'oggi uno dei loro più grandi successi.
Il loro album successivo, Afterburner (1985), in gran parte ripropose lo stesso mix di sintetizzatori, sequencer e blues rock. Alcuni critici espressero perplessità per questo approccio, ed infatti nell'album successivo l'apporto della musica elettronica si fece ancora meno evidente. Negli album più recenti, occasionalmente, qualche canzone ripropone quegli elementi e quelle strumentazioni, una sorta di accenno alle loro produzioni passate.

### 1990-2010
Nel 1990 tutti e tre i componenti del gruppo partecipano come attori nel film Ritorno al futuro - Parte III nei panni del complesso country che suona alla festa del paese nel 1885. Inoltre la loro canzone Doubleback fa parte della colonna sonora del film. Viene inoltre inserita quello stesso anno nel nuovo album Recycler, il quale, grazie a tre singoli che raggiungono il primo posto nella Mainstream Rock Airplay, eguaglia il record fino ad allora detenuto da Tom Petty con Full Moon Fever del maggior numero di brani da uno stesso album a finire in cima alla suddetta classifica (il record verrà in seguito superato dai Black Crowes con quattro brani estratti da The Southern Harmony and Musical Companion).
Nel 1994 gli ZZ Top firmarono con la RCA un contratto per cinque album. Molti fan (o, come loro amano definirsi, "fanzz") ritengono che le registrazioni di questo periodo siano state artisticamente valide come quelle del primo periodo London e Warner Brothers, ma hanno espresso il loro disappunto per la gestione della promozione di questi album da parte della RCA.
Nel luglio del 2000, mentre erano in tour in Europa, a Hill fu diagnosticata l'epatite C, motivo per cui la band fu costretta a cancellare numerose date del tour.
Nel 2003 esce Mescalero ed una collezione completa delle registrazioni degli anni in cui il gruppo era sotto contratto con la London e la Warner Bros., intitolata Chrome, Smoke & BBQ. Durante gli ultimi anni la band non ha mai fermato la propria attività live e a luglio 2008 è stato annunciato un contratto discografico con la American Recordings.
Il 20 luglio 2009 partecipano come General manager speciali al WWE Monday Night Raw.

### 2012-2021

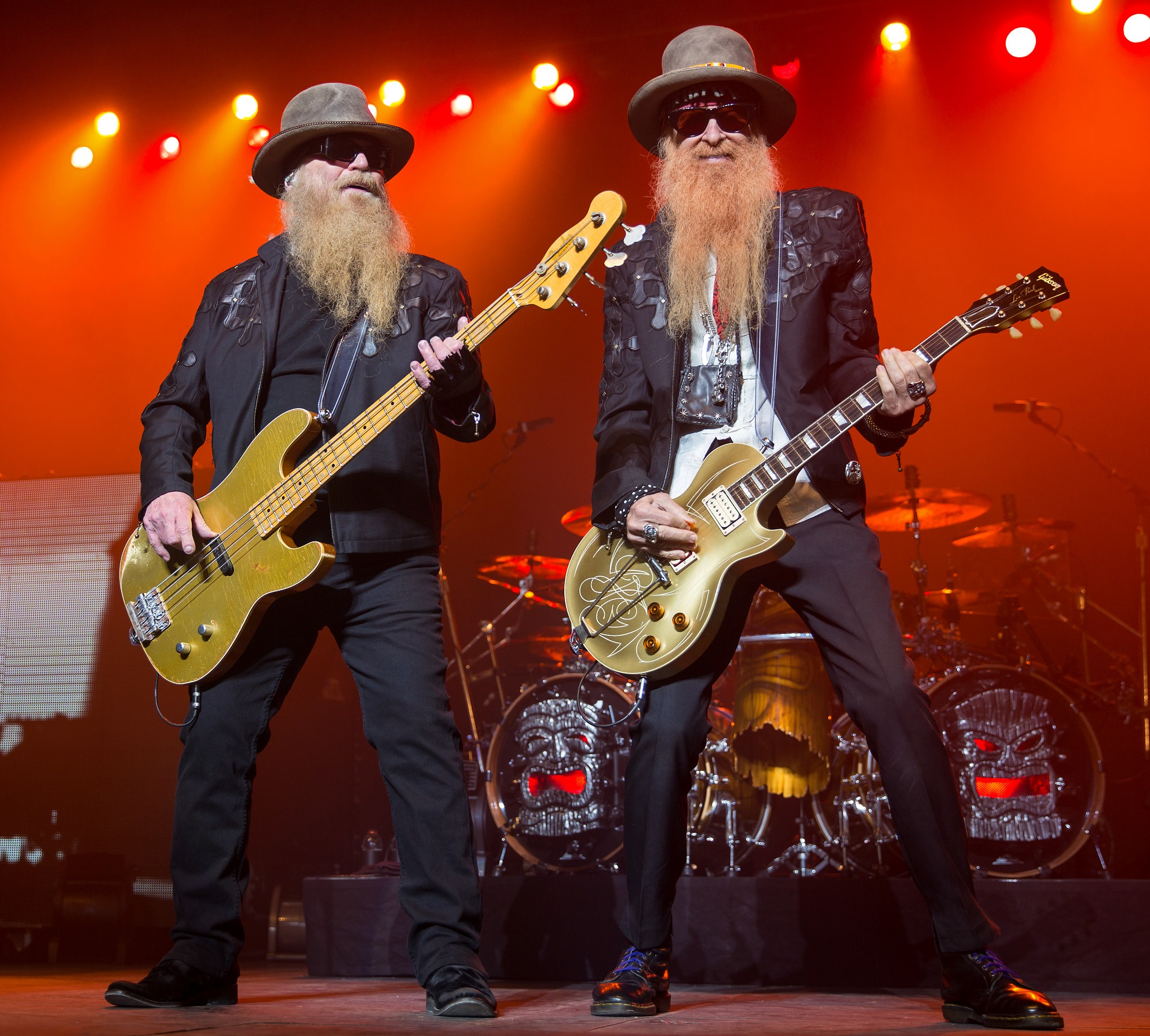
ZZ Top in concerto nel 2015

Il nuovo album è stato pubblicato il 10 settembre 2012 ed intitolato La Futura. Il disco, prodotto da Rick Rubin, è stato anticipato dal singolo I Gotsa Get Paid, che ha debuttato in una campagna pubblicitaria di Jeremiah Weed e come parte della colonna sonora del film Battleship. Inoltre le prime quattro canzoni del nuovo album, sono uscite il 5 giugno 2012 con un EP intitolato Texicali.
Il 28 luglio 2021 è morto nel sonno, nella sua casa di Houston, Dusty Hill, il bassista del gruppo.

## Il look e il nome della band
Oltre che per la loro musica sono anche ricordati per le lunghe barbe e i copricapi. Per trovare una copertina in cui Billy Gibbons compare a capo scoperto dobbiamo risalire all'album Flash dei Moving Sidewalks (vecchia band dove aveva militato prima di crearne una nuova assieme a Frank e Dusty).
Nel 1984, la nota compagnia di rasoi Gillette, offrì a Gibbons e Hill un milione di dollari per rasare la loro barba per una pubblicità, ma l'offerta fu rifiutata. 
L'unico membro della band a non portare regolarmente una lunga barba è il batterista Frank Beard (il cui cognome, in inglese, paradossalmente vuol dire proprio barba).
L'origine del nome della band non è stata resa ufficiale per molti anni. Alcuni dicevano che deriva da due marche di cartine per rollare sigarette, Zig-Zag e Top; altri che non era altro che un tributo al noto bluesman Z.Z. Hill, altri ancora che si intendesse facilitare la ricerca degli album della band negli scaffali dei negozi, sempre all'ultima posizione a causa della doppia zeta. La vera origine, a detta di Gibbons e trascritta anche nel suo libro (Rock + Roll Gearhead), è che si tratta di un tributo al maestro di blues B.B. King. Lo hanno voluto chiamare Z.Z. King invece di B.B. King. poi decisero di sostituire "King" con "Top", creando il nome "ZZ Top".

## Formazione

### Formazione attuale
- Billy Gibbons – voce, chitarra (1969-presente)
- Frank Beard – batteria (1969-presente)
- Elwood Francis – basso, cori (2021-presente)

### Ex componenti
- Dusty Hill - basso, tastiere, cori (1969-2021)
- Lanier Greig - organo, basso (1969)
- Dan Mitchell - batteria (1969)
- Billy Ethridge - basso (1969)

## Discografia

### Album in studio
- 1971 – ZZ Top's First Album (Warner Records)
- 1972 – Rio Grande Mud (London Records)
- 1973 – Tres Hombres (London Records)
- 1975 – Fandango! (Warner Records)
- 1976 – Tejas (Warner Records)
- 1979 – Degüello
- 1981 – El Loco
- 1983 – Eliminator
- 1985 – Afterburner
- 1990 – Recycler
- 1994 – Antenna
- 1996 – Rhythmeen
- 1999 – XXX
- 2003 – Mescalero (RCA Italiana)
- 2012 – La Futura (Universal Records)
- 2022 – RAW: That Little Ol' Band from Texas [Original Soundtrack]

### Album dal vivo
- 1980 – Live at Rockpalast
- 2008 – Live from Texas

## Videografia

### Video musicali
(non presenti nel loro "Greatest Hits" VHS/DVD)
- "Pincushion"
- "Breakaway"
- "World of Swirl"

### Album video
- "ZZ Top's Greatest's Hits" (2004)
- "Eric Clapton Crossroads Guitar Festival" (Nov. 9, 2004) - Gli ZZ Top suonano in questo DVD.
- "Live from Texas" (giugno 2008)
- "Double Down Live 1980*2008" ( ottobre 2009)